# Nausicaani
I Nausicaani sono una specie extraterrestre umanoide immaginaria dell'universo fantascientifico di Star Trek proveniente dal pianeta Nausicaa.
Celebri in tutto il Quadrante Alfa per le loro azioni di pirateria, abili e crudeli, sono stati spesso usati dai Ferengi come mercenari.

## Caratteristiche fisiche e psicologiche
In qualche modo fisicamente simili ai Chalnoth, i Nausicaani sono umanoidi alti più di due metri e che possiedono una grande forza fisica.
Di colorito grigio, hanno una cresta facciale a punte più o meno evidenti a seconda del loro rango sociale e zanne prominenti ai lati della bocca.  
La configurazione del volto di questi alieni pare sia frutto di una selezione biologica che aveva lo scopo di suscitare repulsione e timore permettendo loro così di contrastare gli altri abitanti del loro pianeta d'origine.
I loro capelli sono più o meno lunghi a seconda della distanza che li separa da Nausicaa: i mercenari (o R-Ver in lingua nausicaana) hanno perciò capelli più lunghi e una cresta facciale più prominente.
I Nausicaani sono rinomati per essere tipi con un pessimo carattere e inclini alla violenza.
Molto loquaci, hanno una propensione alla vanteria e all'imbroglio.

## Storia
Durante il XXII secolo, prima della fondazione della Federazione dei Pianeti Uniti, i pirati Nausicani rappresentavano un serio pericolo per le navi terrestri.
Nel 2151 la flotta spaziale terrestre ebbe il primo contatto con i Nausicaani durante un conflitto tra l'Enterprise e la Fortunate.
Nel 2327 il giovane guardiamarina Jean-Luc Picard e due suoi amici, Cortin Zweller e Marta Batanides, vennero coinvolti in una rissa con tre Nausicaani alla base spaziale Earhart su Morikin VII. Uno dei tre colpì Picard al cuore, ferendolo gravemente. Picard dovette sottoporsi ad un intervento chirurgico, durante il quale gli venne impiantato un cuore artificiale.
Nel 2371 un gruppo di Nausicaani utilizzò un generatore ad ultrasuoni per sfondare il muro e rapinare un museo su Remmil VI.
Nel 2372 due guardie del corpo Nausicaane, che accompagnavano Brunt durante la sua indagine su un sindacato Ferengi che aveva dichiarato sciopero, colpirono Quark a scopo intimidatorio.
Nel 2374 Quark propose di usare i Nausicani per far evadere suo fratello (Star Trek - Deep Space Nine: Aiuta gli audaci). Nello stesso anno Quark ricavò 200 lingotti di latinum vendendo  cristalli di Denevan ad un imprenditore Nausicaano.
Nel 2375 Miles O'Brien venne attaccato dai Nausicaani a New Sydney.

## Forma di governo
Nella società nausicaana sembra che non esista un governo o un'organizzazione militare centrale, benché nel XXII secolo essi usassero degli asteroidi come basi per loro atti di pirateria e fossero armati in modo identico.
Nei secoli successivi, tuttavia, i contatti con i Nausicaani assumono toni di attacchi isolati da parte di un individuo piuttosto che da parte di un'organizzazione militare piuttosto compatta.

## Cultura
La cultura nausicana sembra trarre le proprie radici dalla violenza. Molti sport e giochi praticati comportano l'infliggere ferite o provocare dolore a sé stessi e all'altro, lanciandosi per esempio reciprocamente delle frecce.
Alle donne Nausicane (che non escono mai dai confini del pianeta d'origine) è assegnato il compito della riproduzione e dell'educazione dei figli, in particolare per quanto riguarda l'apprendimento delle cinque tecniche basilari di lotta. 
Il termine che indica tale ruolo è Ther, parola che significa sia "madre" che "addestratrice".

## Tecnologia
La medicina utilizzata dai Nausicaani prevede l'utilizzo di tecniche di pressione, massaggi, stimolazione elettrica e somministrazione di veleni in dosi infinitesimali.
Fin dal 2150 i Nausicani possiedono scudi di energia in grado di resistere ai cannoni della maggior parte delle navi terrestri. Essi possiedono inoltre armi disgreganti in grado di provocare danni neurali ai nemici.

## Religione
Benché della religione dei Nausicaani si sappia poco, pare che essa sia strettamente connessa al motivo per cui questo popolo apprezza la lotta e la violenza in tutte le sue forme.
Secondo una leggenda tramandata da secoli, una Minaccia Oscura, dotata di corpo e di spirito, sarebbe "fuoriuscita dalle profondità dello spazio" rischiando di sterminare l'intera popolazione.
Ad essa si sarebbe opposto il Guerriero Indomito Sk-Houm che l'avrebbe vinta in duello riuscendo a separarne lo spirito dal corpo.
Tuttavia lo spirito della Minaccia Oscura si sarebbe nascosto in un altro luogo in attesa del momento favorevole in cui ritornare.
Per tale motivo i Nausicaani si dedicano esclusivamente alla lotta: devono mantenersi pronti a difendere il proprio pianeta quando la Minaccia Oscura tornerà.

## Curiosità
- I Nausicani possiedono il fermento similattico vermiforme nausicano, unico esempio di formaggio senziente della galassia.
- Il nome "Nausicaa" deriva sia dall'omonimo personaggio dell'Odissea di Omero sia dal manga giapponese Nausicaä della Valle del vento di Hayao Miyazaki.
- Patrick Stewart (l'attore che interpreta il capitano Jean-Luc Picard) ha doppiato il personaggio di Lord Yupa nella riedizione del film nel 2005.
- Nell'episodio Nemesis di Star Trek - Voyager appare una specie aliena, i Kradin, simile ai Nausicaani e che si dice derivi dal film Predator con Arnold Schwarzenegger.[chi lo dice?]